# روبرتو فورتسا
روبرتو فورتسا (ایتالیایی: Roberto Forza؛ زادهٔ ۲۶ سپتامبر ۱۹۵۷) فیلم‌بردار اهل ایتالیا است. وی در سال ۲۰۱۱ برای فیلم یکصد قدم به کارگردانی مارکو تولیو جوردانا نامزد دیوید دی دوناتلو برای بهترین فیلمبرداری شد. وی همچنین فیلمبردار فیلم بهترین دوران جوانی از همین کارگردان نیز بوده است. از فیلم‌های دیگر او می‌توان به یک خانواده وحشت‌انگیز اشاره کرد.